# Guerra del Sur
La guerra del Sur (en francés guerre du Sud), (no confundir con la «guerra de los cuchillos»), fue una guerra civil que se llevó a cabo en Saint-Domingue (hoy en día Haití) desde junio de 1799 hasta julio de 1800 entre el revolucionario haitiano Toussaint Louverture, el cual era un exesclavo negro que controlaba la parte norte de Saint-Domingue, y su adversario André Rigaud, una persona libre de color de raza mixta que controlaba la parte sur. Louverture y Rigaud lucharon por el control de facto de la colonia francesa de Saint-Domingue durante la guerra. Su conflicto siguió a la retirada de las fuerzas británicas de la colonia durante las primeras etapas de la revolución Haitiana. Finalmente, la guerra culminó con la toma de control de la totalidad de Saint-Domingue por parte de Toussaint y la huida al exilio de Rigaud.

## Contexto

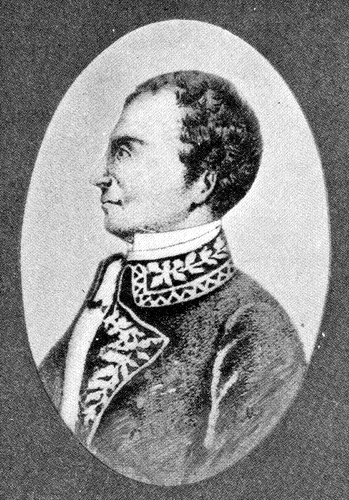
André Rigaud

La revolución haitiana había comenzado en 1791, cuando los esclavos negros de la colonia caribeña de Saint-Domingue se rebelaron contra sus dueños franceses en medio de la Revolución Francesa. Toussaint saltó a la fama como líder de los esclavos rebeldes en el norte de Saint-Domingue, que operaba en los territorios que rodeaban el puerto de Le Cap-Français. Simultáneamente, Rigaud emergió como líder rebelde entre las gens de couleur libres (gente libre de color), que tenían su base en el sur de Saint-Domingue, donde tenían una presencia significativa en los alrededores del puerto de Les Cayes.
En mayo de 1792, los comisionados republicanos franceses de Saint-Domingue formaron una alianza con Rigaud, lo que le permitió llevar sus fuerzas a la capital de Port-au-Prince y disolver el inquieto gobierno de plantadores blancos de la ciudad. En agosto de 1793, el nuevo comisionado republicano, Sonthonax, proclamó la libertad de todas las personas esclavizadas en Saint-Domingue en un intento de asegurar el control de la colonia frente a una revuelta contrarrevolucionaria de los plantadores blancos en Le Cap y las invasiones de los rivales europeos. poderes como parte de la Guerra de la Primera Coalición. Después de que abolieron la esclavitud, Sonthonax y su comisionado Polverelconvenció con éxito a Toussaint para que se uniera al lado republicano francés del conflicto. Toussaint y Rigaud se habían convertido en aliados en 1794. A principios de 1795, la Convención Nacional Francesa ascendió a ambos hombres al rango de general de brigada.

### Toussaint consolida el poder
Para 1798, Toussaint y Rigaud habían contenido conjuntamente las amenazas externas e internas a la colonia. En abril de 1798, el comandante británico Thomas Maitland se acercó a Toussaint para negociar una retirada británica, que concluyó el 31 de agosto. A principios de 1799, Toussaint también negoció de forma independiente la «Cláusula de Toussaint» con el gobierno de los Estados Unidos, lo que permitió a los comerciantes estadounidenses comerciar con Saint-Domingue a pesar de la Cuasi Guerra en curso entre los Estados Unidos y Francia. Estos desarrollos aumentaron significativamente el poder de Toussaint y demostraron su surgimiento como un gobernante independiente de facto. En el futuro, Toussaint y Rigaud controlaron efectivamente todas las tropas y el territorio dentro de Saint-Domingue, aunque la colonia todavía estaba nominalmente bajo la supervisión francesa. Toussaint gobernó la región norte de la colonia alrededor de Le Cap y la región occidental alrededor de la capital de Port-au-Prince. Mientras tanto, Rigaud gobernó de forma independiente la región sur alrededor de Les Cayes, aunque Toussaint era técnicamente superior a él.

### Hédouville siembra tensión
En julio de 1798, Toussaint y Rigaud viajaron juntos en un carruaje desde Port-au-Prince a Le Cap para encontrarse con el representante Théodore-Joseph d'Hédouville, recién llegado, enviado por el nuevo régimen del Directorio de Francia. La tradición oral asegura que durante este paseo en carruaje, Toussaint y Rigaud hicieron un pacto para colaborar contra la intromisión de Hédouville. Sin embargo, esos esfuerzos pronto se desmoronaron, ya que Hédouville intencionalmente trató a Rigaud con más favor que a Toussaint, en un esfuerzo por sembrar tensión entre los dos líderes. En una carta a Rigaud, Hédouville criticó «la perfidia del general Toussaint Louverture» y absolvió a Rigaud de la autoridad de Toussaint como general en jefe. Invitó a Rigaud a «tomar el mando del Departamento del Sur». Hédouville finalmente huyó de Saint-Domingue, navegando desde Le Cap en octubre de 1798 debido a las amenazas de Toussaint.

## La guerra

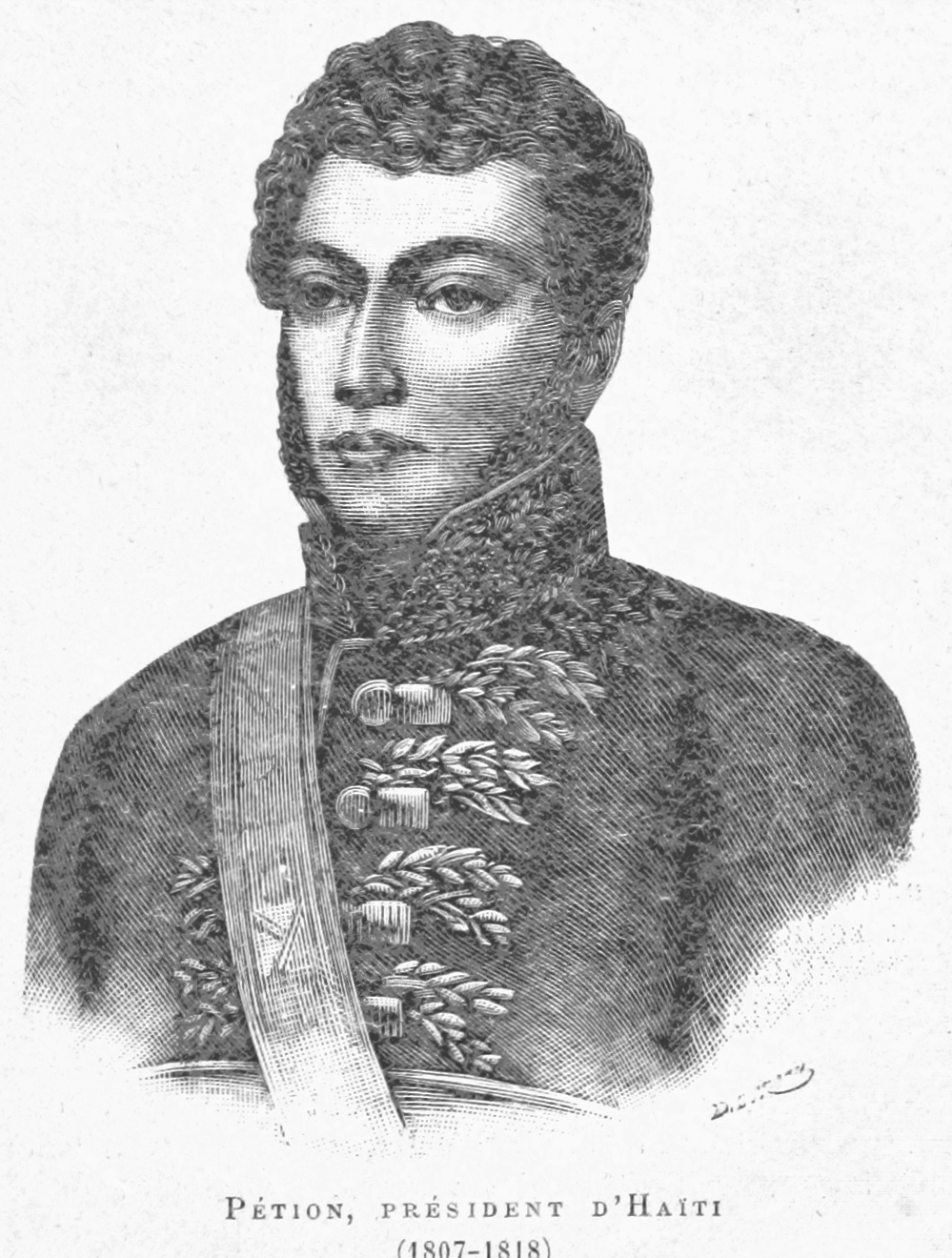
Alexandre Pétion

### Brote
El conflicto tuvo lugar principalmente dentro de los dominios de Rigaud en la parte sur de Saint-Domingue. Rigaud golpeó primero; después de masacrar a muchos blancos en la Provincia Sur para asegurar su retaguardia, del 16 al 18 de junio de 1799, Rigaud envió 4000 soldados para apoderarse de las ciudades fronterizas del sur de Petit-Goâve y Grand-Goâve, derrotando a las fuerzas más pequeñas del oficial de Louverture, Laplume. Este escapó por poco de la captura cuando su ejército se derrumbó en una ráfaga de confusión y deserciones. Sin tomar prisioneros, los mulatos pasan a espada a blancos y negros. Después de este ataque decisivo, Alexandre Pétion, un oficial de color libre (y futuro presidente haitiano) desertó al lado de Rigaud, trayendo consigo un gran contingente de tropas veteranas.
Fuera del sur, Rigaud instigó revueltas más pequeñas en las regiones del norte alrededor de Le Cap, Port-de-Paix y Môle-Saint-Nicolás, así como en la llanura del centro-oeste de Artibonito. Muchas de estas regiones se habían rebelado repetidamente contra Toussaint en el pasado, en respuesta a sus estrictas políticas laborales y su intento de acomodar a los hacendados blancos restantes. Trató de establecer regímenes laborales para producir suficiente caña de azúcar y otros productos básicos para la exportación.

### Supresión
Toussaint respondió rápidamente para aplastar los levantamientos en el norte. Bajo el liderazgo de sus oficiales Henri Christophe y Jean-Jacques Dessalines, las tropas de Toussaint orquestaron ejecuciones generalizadas de presuntos conspiradores. Mientras tanto, en agosto de 1799, Toussaint escribió al presidente estadounidense John Adams, convenciendo a la armada estadounidense de bloquear los puertos controlados por Rigaud. Para los Estados Unidos, los vínculos de Rigaud con Francia representaban una amenaza para el comercio estadounidense, que había sido hostigado por los corsarios franceses durante los últimos dos años como parte de la Cuasi-Guerra.
Después de consolidar su dominio en el norte a fines de octubre, Toussaint estaba haciendo preparativos para atacar Rigaud en todas las partes del sur. Para esta invasión, Toussaint poseía una gran ventaja numérica; tenía entre 45 000 y 50 000 soldados en su ejército, en comparación con los 15 000 de Rigaud. A principios de noviembre, Christophe dirigió un ala del ejército contra Jacmel, y Dessalines dirigió otra para recuperar Grand y Petit Goâve. Una flota estadounidense desempeñó un papel no pequeño en la ofensiva negra, que destruyó las barcazas merodeadoras de Rigaud, transportó a los negros al frente sur y bombardeó las posiciones de los mulatos. Por ejemplo, la fragata USS General Greene, comandado por el Capitán Christopher Perry, brindando apoyo de fuego a los negros mientras Toussaint sitiaba Jacmel.
A mediados de noviembre, la ofensiva sur de Toussaint se estancó en Jacmel, símbolo de la resistencia mulata. Dirigidos por Pétion, los defensores se negaron a sucumbir a los feroces ataques de las fuerzas de Toussaint. A principios de 1800, la ciudad estaba casi sin alimentos, pero aún rechazaba los ataques del ejército de Dessalines; una vez, los negros incluso irrumpieron dentro de la ciudad sitiada, solo para ser cortados y masacrados por los defensores. En la noche del 11 de marzo de 1800, Pétion logró salir de Jacmel, pero las fuerzas de Toussaint cayeron sobre su ejército en retirada y mataron o capturaron a cientos de soldados.
En junio, un emisario de Francia enviado por el recién autorizado Primer Cónsul Napoleón Bonaparte (quien recientemente había derrocado al Directorio) reafirmó la posición de Toussaint como general en jefe. Esto socavó las afirmaciones de Rigaud de que Hédouville había anulado la autoridad de Toussaint. A fines de julio, Rigaud había huido de la colonia con su familia a Francia, y Toussaint ingresó a la antigua base de Rigaud en Les Cayes poco después. En agosto de 1800, Toussaint era gobernante de todo Saint-Domingue.

## Consecuencias

### Masacres
Después de su victoria sobre Rigaud, Toussaint declaró una amnistía general en julio de 1800. Pero el general Jean-Jacques Dessalines se hizo famoso durante este período por llevar a cabo brutales represalias y masacres contra los partidarios de Rigaud. Algunos historiadores han afirmado que el propio Toussaint ordenó masacres, pero delegó el asesinato en sus generales para evitar la culpabilidad. El número de víctimas en estas masacres sigue siendo discutido. El general francés contemporáneo François Joseph Pamphile de Lacroix sugirió 10 000 muertes, mientras que CLR James, un historiador del siglo XX de la colonia inglesa de Trinidad y Tobago, afirmó más tarde que solo unos pocos cientos de personas habían muerto en contravención de la amnistía.

### Invasión de Santo Domingo
Cinco meses después de la guerra, en diciembre de 1800, Toussaint ordenó una invasión de la colonia española de Santo Domingo, que ocupaba la mitad oriental de la isla Hispaniola. Aunque España había cedido técnicamente Santo Domingo a Francia en la Paz de Basilea de 1795, la colonia todavía estaba controlada por una administración española en ese momento. La invasión prácticamente no tuvo oposición y el gobernador español capituló en Santo Domingo el 26 de enero, a cambio retirada pacifica de las tropas españolas hacía Cuba.
Las razones de Toussaint para invadir Santo Domingo siguen siendo multifacéticas y turbias. A lo largo de la guerra, las autoridades españolas en Santo Domingo habían apoyado en general a Rigaud, por temor a los propios planes de Toussaint en la parte oriental de La Española. Toussaint sospechaba que los españoles también habían estado ofreciendo ayuda militar directa a Rigaud; por ejemplo, el oficial mulato Antoine Chanlatte había viajado a Santo Domingo en 1800 para adquirir municiones para la causa de Rigaud. El cónsul estadounidense Edward Stevens afirmó que Toussaint había lanzado la invasión en respuesta a un rumor de que Francia estaba enviando 15 000 soldados a Santo Domingo en apoyo de Riguad. Toussaint también afirmó que los «ciudadanos franceses» negros estaban siendo secuestrados y vendidos como esclavos en Santo Domingo. Además, Toussaint pudo haber deseado emancipar a la población esclavizada restante de Santo Domingo, aunque no mencionó la esclavitud en su declaración de guerra. No obstante se produjo la liberación de los esclavos. Aunque por poco tiempo, ya que Francia restableció la esclavitud en 1802.

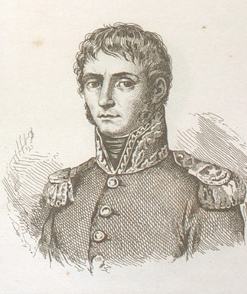
Charles Leclerc

### La caída del poder de Toussaint
Con su victoria sobre Rigaud y la conquista de Santo Domingo de donde se retiraron los españoles el 22 de febrero, Toussaint controló toda la isla de Hispaniola en 1801. Sin embargo, Rigaud regresó menos de dos años después, cuando él y su compañero de exilio Pétion se unieron a la fallida campaña de Charles Leclerc de febrero de 1802 para reafirmar el control francés sobre el colonia. Durante la campaña, Leclerc deportaría tanto a Rigaud (que volvería en 1810) como a Toussaint de Saint Domingue; Toussaint murió en una prisión francesa en 1803.

## La Guerra de los Cuchillos, una denominación errónea de la Guerra del Sur
No hay que confundir la Guerra del Sur con los términos populares «guerra de los cuchillos», «guerra de los cuchillos» o «guerra de los cuchillos», que hacen referencia a las masacres con armas blancas, aún vivas en la memoria haitiana de los años 1820-1830.
El historiador Joseph Saint-Rémy cuenta cómo el episodio de terror llevado a cabo por los dirigentes louvertures al final de la Guerra del Sur, en la segunda mitad de 1800, fue apodado por los habitantes del Sur «guerra de los cuchillos» («guerre des couteaux») .
El diplomático francés Gaspard Théodore Mollien, destinado en Haití en 1825-1831, informó de que la revuelta norteña de octubre de 1801, en la que fueron asesinados varios centenares de blancos, recibió el sobrenombre de «guerra de cuchillos» («guerre aux couteaux») .
Por último, para los historiadores Thomas Madiou y Beaubrun Ardouin, fue la represión de esta misma revuelta del norte la que recibió el sobrenombre de «guerra-cuchillos» («guerre-couteaux»), porque varios centenares de trabajadores negros murieron asesinados a bayonetazos por las tropas louvertesas.

## La etnicidad y el conflicto
Al presentar la guerra, los historiadores a menudo señalan la división étnica entre las poblaciones negra y mulata de Saint-Domingue. Rigaud, un mulato libre, es visto como favorecido por los blancos y otros mulatos, que formaban parte de la gens de couleur. Por el contrario, la población negra de la colonia tenía en alta estima a Toussaint. Bajo el régimen de Rigaud, la gens de couleur había ocupado muchos puestos de oficial en su ejército y adquirido muchas propiedades de plantaciones abandonadas en el sur. Mientras tanto, la mayoría de los oficiales del ejército de Toussaint eran predominantemente antiguos esclavos de ascendencia africana.
Dicho esto, todavía había una diversidad sustancial en ambos lados. Muchos exesclavos apoyaron la facción de Rigaud, como Lamour Desrance, quien estaba entre los que pensaban que Toussaint era excesivamente conciliador con los plantadores blancos y los británicos. Ambos lados afirmaron que el otro tenía la intención de traicionar los Derechos del Hombre propagados por la Revolución Francesa y restablecer la esclavitud.
Como resultado, historiadores como Laurent Dubois argumentan que el conflicto «no fue impulsado por diferencias en la identidad racial; fue un conflicto por el poder territorial y político». Tanto Toussaint como Rigaud tenían un interés económico en mantener el sistema de plantaciones de la colonia y cultivar lazos económicos con comerciantes británicos y estadounidenses. La pregunta que quedaba era si sería Toussaint o Rigaud quien controlaría este sistema renovado.